# Nancy Rowland
Nancy Rowland ist ein traditionelles US-amerikanisches Fiddle-Stück aus den Appalachen und den Ozark Mountains. Das Lied ist auch als Little Nancy Rowland, Nancy Roland und Nancy Rollin bekannt und existierte in zwei verschiedenen Versionen. Es wird bei normaler Stimmung der Saiten (AABB) in G-Dur gespielt und wird auch als „Breakdown“ bezeichnet.
Vereinzelt werden auch Verse zu dem Lied gesungen. Bekannt sind:

“Had a little dog, his name was rover

When he died, he died all over

I had a wife and she was a quaker

She wouldn't work and I wouldn't make her”

## Geschichte
Ein Autor von Nancy Rowland ist nicht bekannt, wahrscheinlich wurde es mündlich weitergegeben. Lange Zeit war es in Georgia, Tennessee, Arkansas, Missouri, Mississippi, North Carolina und West Virginia verbreitet. Hohe Popularität hatte das Stück auch in den 1920er-Jahren in Atlanta, wo die dominierenden Musiker Fiddlin’ John Carson und die Skillet Lickers es ebenfalls in ihrem Repertoire hatten. Die erste Plattenaufnahme von Nancy Rowland wurde von Carson für OKeh Records am 7. oder 8. November 1923 in New York City  eingespielt und zusammen mit Jimmie on the Railroad veröffentlicht (OKeh 40238). Musikhistoriker Charles K. Wolfe bemerkte in diesem Zusammenhang, dass Carsons Aufnahme jedoch eine weitaus ältere Überlieferung des Liedes war. Weitere Aufnahmen von Nancy Rowland wurden in den 1920er-Jahren von Gid Tanner und den Skillet Lickers (1928) sowie von den Carter Brothers and Son (1928) gemacht. 1954 tauchte Nancy Rowland in einer Liste traditioneller „Ozark Fiddle Tunes“ des Folkloristen Vance Randolph auf.
Bald darauf schwand die Popularität des Stücks jedoch in Atlanta und den Südstaaten. Snuffy Jenkins, Doc Watson und sein Sohn Merle, die Highwoods String Band, Kenny Hall, Tommy Hunter, die Dutch Cove Old Time String Band und einige weitere nahmen Nancy Rowland ebenfalls auf; vereinzelt wird es heute immer noch von Bluegrass- und Old-Time-Gruppen gespielt.